# Herur, Gubbi
Herur là một làng thuộc tehsil Gubbi, huyện Tumkur, bang Karnataka, Ấn Độ.